# 王为政
王为政（1944年—），江苏丰县人，汉族，中华人民共和国政治人物，第十一届全国人民代表大会北京地区代表。

## 生平
毕业于中央工艺美术学院。2008年，当选为全国人大代表。